# جائزة ماليزيا الكبرى 2007
جائزة ماليزيا الكبرى 2007 (بالإنجليزية: 2007 Malaysian Grand Prix)‏ هو سباق فورمولا 1 أقيم بتاريخ 8 أبريل 2007 في حلبة سيبانغ الدولية، سلاغور، ماليزيا. كان الثاني من أصل 17 في بطولة العالم لسباقات الفورمولا واحد موسم 2007. حلّ الإسباني فرناندو ألونسو أولا بينما جاء البريطاني لويس هاملتون في المركز الثاني وحصل على المركز الثالث الفنلندي كيمي رايكونن.